# Città di rifugio

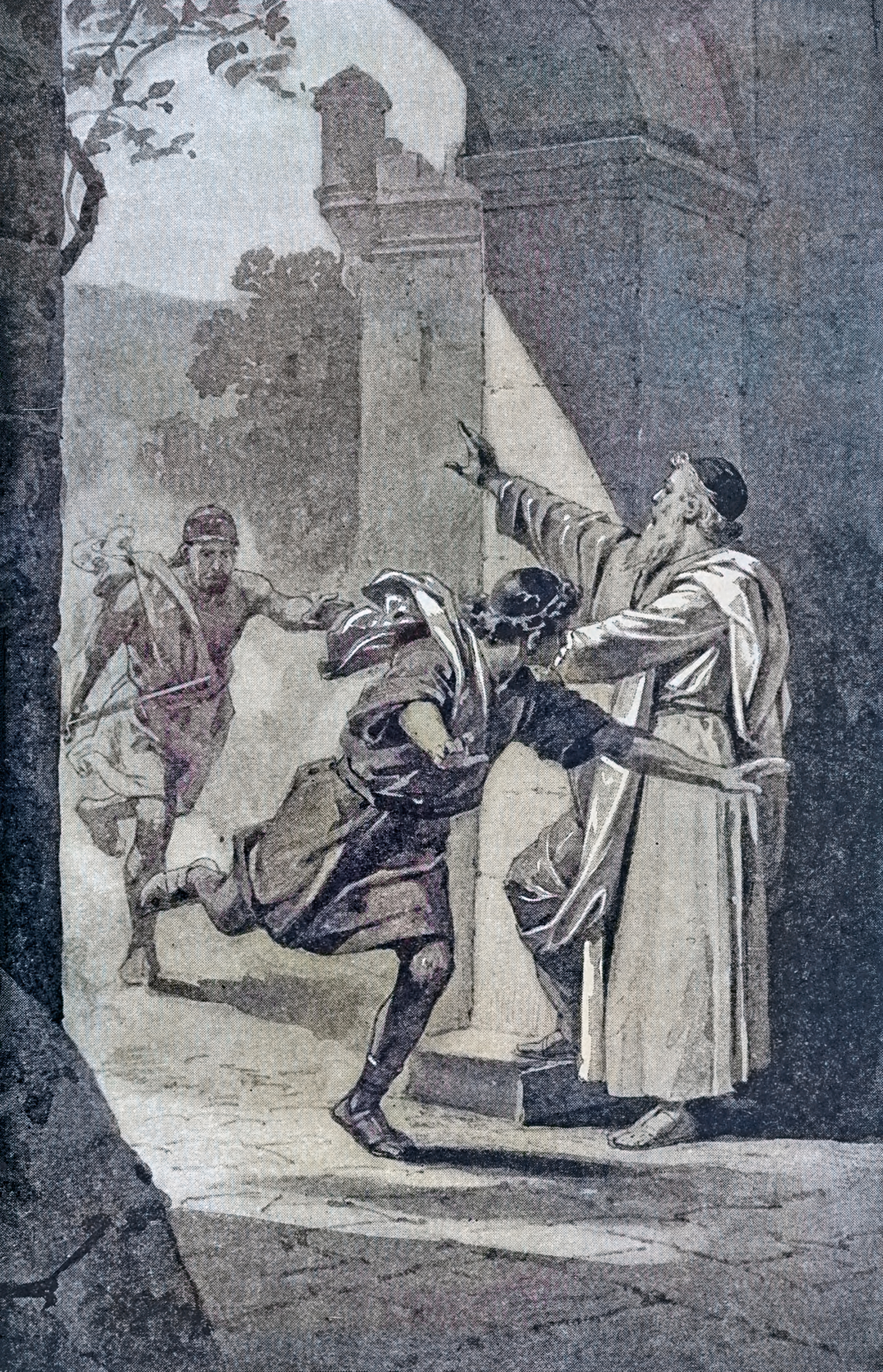
Fleeing to the City of Refuge (Numbers 35:11-28). From Charles Foster, The Story of the Bible, 1884.

Le città di rifugio erano sei città levitiche nel Regno di Israele e di Giuda, presso le quali i colpevoli di omicidio involontario potevano ottenere il diritto di asilo.
Al di fuori di questi luoghi protetti, la legge mosaica ammetteva la vendetta famigliare nei confronti degli assassini (faida). 

Le sei città di rifugio nominate sono: Golan, Ramoth-Gilead e Bosor, sulla riva occidentale del fiume Giordano (Deuteronomio 4,43 e Giosuè 20,8); Kedesh, Shechem ed Hebron sul lato orientale (Giosuè 20,7).
A seguito delle scoperte archeologiche del 1901, gli studiosi divennerro concordi nell’identificazione delle sei città di rifugio con altrettanti centri storici dell’ebraismo.

I seguaci del filosofo Mosè Maimonide, basandosi su un’interpretazione della letteratura talmudica, credono che le 48 città levitiche siano state tutte città di rifugio.

## Contesto
Tumah e Taharah disciplinavano le purificazioni rituali del popolo d'Israele. I leviti erano obbligati a una condotta particolarmente rigida e virtuosa, in previsione del servizio sacerdotale. 

Il sommo sacerdote presiedeva il Consiglio degli Anziani delle dodici tribù d'Israele (Esodo 3,16-18 e 24,9-11; Numeri 11, 24-25), e aveva il compito di amministrare la giustizia in conformità alla legge mosaica, esercitando un'autorità prevalente sugli usi e costumi tradizionali del popolo ebraico.
La sua superiore autorità religiosa gli permetteva di porre sotto la propria inviolabile protezione i casi meno gravi di omicidio, non compiuti con l'inganno, che la legge divina voleva puniti con l'esilio a vita e la dannazione -come Caino in Genesi 4, 13-16 -, laddove l'uso corrente legittimava la vendetta famigliare senza eccezioni.
I capi delle tribù di Israele avevano destinato ai leviti alcune delle terre assegnate loro dal patriarca (Giosuè 21).

## NelTorat Kohanim
Il Torat Kohanim (in ebraico תורת כהנים) stabiliva che i richiedenti asilo dovessero essere temporaneamente ospitati dalla città-rifugio e processati. Nel caso in cui la comunità lo avesse riconosciuto innocente, poteva restare nella città-rifugio e ottenere di essere posto sotto la protezione della comunità. Questo codice stabiliva che la vita delle vittime non poteva essere compensata con il pagamento di una somma di denaro ai famigliari, e che l’espiazione di un crimine di sangue non poteva essere altro che un ulteriore spargimento di sangue (Numeri 35,31-34).
Dopo la morte del sommo sacerdote (chiamato Kohèn Gadòl), l’omicida aveva facoltà di andarsene. Il Mishnah prescriveva che normalmente spettasse alla madre del sommo sacerdote il compito di fornire cibo e vestiti ai richiedenti asilo nella città-rifugio, in modo tale che questi non avessero motivo di desiderare la morte del sommo sacerdote. 

Il Talmud rileva che anche la morte di un sommo sacerdote costituisce una forma di espiazione, così come la morte di un timorato di Dio, sebbene di sangue innocente: il sommo sacerdote era senza dubbio una personalità estremamente devota e timorata di Dio. I Maimonidi ritengono che la morte del sommo sacerdote fosse un evento teso a far desistere gli Israeliti da qualsiasi proposito di vendetta ..

## Nel Deuteronomio
Il Codice Deuteronomico prescriveva di costituire tre città levitiche come città rifugio in base a una suddivisione territoriale, e l’eventuale costituzione di ulteriori tre città qualora Israele non fosse vissuto secondo la legge e l’amore divino, ottenendo di allargare i propri confini. 

Le città-rifugio avrebbero impedito lo spargimento di sangue innocente nella terra lasciata da Dio in eredità a Israele, e al suo popolo di rendersi colpevole di omicidio a causa di tale omissione: le città-rifugio avrebbero permesso di evitare le vendette omicide fra uomini, venendo a essere una forma di espiazione degli altri peccati commessi nei confronti di Dio. Queste città non erano probabilmente le tre stabilite sulla riva occidentale del Giordano secondo quanto riferito in Deuteronomio 4,41, ma altre tre per un totale complessivo di nove insediamenti. Il teologo Albert Barnes (1798-1870) ha collegato questa interpretazione al verso di Genesi 15,8 che profetizza l’estensione di Israele dalle rive del "fiume d’Egitto" a quelle dell’Eufrate. La Bibbia di re Giacomo traduce Deuteronomio 19,8 come un allargamento della "costa" della Terra Promessa.
Un capitolo del Libro di Giosuè afferma che quando l’omicida si fosse presentato alla città-rifugio per chiedere asilo, avrebbe dovuto esporre il proprio caso innanzi al Consiglio degli Anziani, dopodiché essi avrebbero deciso se accoglierlo e assegnargli un’abitazione stabile (Giosuè 20).

Diversamente dal Torat Kohanim, il Codice Deuteronomico non accenna alla celebrazione di un processo pubblico nella città-rifugio, ma afferma che gli anziani della città di appartenenza dovessero chiedere la restituzione dell’omicida per consegnarlo al famigliare della vittima perché fosse ucciso. Il Deuteronomio non accenna ad alcun ruolo del sommo sacerdote né alle modalità di restituzione dell’omicida, quanto piuttosto alla costruzione di vie di accesso alle città-rifugio per facilitare i colpevoli nell’ottenimento del diritto di asilo.
Il Talmud afferma che, in attuazione della richiesta divina, le speciali vie di accesso alle città-rifugio non soltanto erano specificamente segnalate, ma erano lunghe 32 aune, due volte la loro larghezza, piane e livellate in particolar modo, al fine di agevolare al meglio i fuggitivi. Alcuni studiosi ritengono che questo capitolo sia un’aggiunta dell’autore del testo deuteronomico, e che, in modo analogo per il testo talmudico, il capitolo sarebbe stato originariamente parte della Torah (del Codice Deuterocanonico) e poi in un secondo momento sarebbe stato associato a tale scritto; sebbene la Bibbia masoretica attribuisca un significato teologico alla morte del sommo sacerdote, la Septuaginta non ne fa menzione.

## Origini e sviluppo
In numerose culture dell’antichità (come i Greci e i Romani), l’inviolabilità degli dei era estesa alla persona del ministro del culto e relativa dimora (sacrosanctitas), ai loro santuari e chi vi risiedeva, a prescindere dal loro status sociale di ladri, omicidi, debitori, schiavi in fuga, ovvero di sacerdoti e soggetti comuni. Gli studiosi hanno stabilito un termine di paragone fra questi usi e il costume ebraico descritto nella Bibbia. Questa prescrizione di inviolabilità era rafforzata nellì’ebraismo tradizionale che era di matrice monoteista e riteneva non solamente che il luogo sacro fosse riservato al culto della divinità, ma che questa fosse realmente presente nel Sancta Sanctorum.
L’area soggetta al vincolo di inviolabilità poteva coincidere con la zona immediatamente circostante l’altare sacro, ovvero comprendere l’intera città confinante col santuario. Gli studiosi identificano la principale fonte normativa del diritto d’asilo nei luoghi sacri in Esodo 21,12-14 (come parte del cosiddetto ‘’Covenant Code’’). In base all’importanza della divinità e del luogo, compiere atti di forza o uccidere qualcuno era ritenuto un grave crimine come se rendesse impuro un luogo sacro. E lo pongono in relazione con il Primo Libro dei Re e il racconto di Joab e di Adonia che si rifugiarono su un altare perché re Salomone non potesse ucciderli. 

Richard Eliott Freeman riferisce di una presunta datazione del Primo Libro dei Re collocata al IX secolo a.C. o precedente.
Nel corso dei secoli, questo diritto di asilo fu delimitato da regole precise, perché alcuni luoghi sacri erano divenuti ricettacolo del crimine. Ad Atene era permesso agli schiavi di rifugiarsi esclusivamente nel tempio di Teseo; Una ragione simile è stata ipotizzata riguardo agli Israeliti che circoscrissero a sei città-rifugio la possibilità di ottenere asilo. La datazione del Torat Kohanim al VII secolo, metterebbe in secondo piano il fatto che le tre città-rifugio situate sulla riva occidentale del Giordano fossero anche degli antichi centri della religiosità ebraica". Fino al 1901, erano relativamente poche le informazioni disponibili per le tre città-rifugio della riva orientale del Giordano, ma gli studiosi concordano che sia ragionevole ipotizzare che fossero dei centri altrettanto importanti per la religiosità ebraica.
La datazione del Deuteronomio è collocata intorno al regno di Giosia (648-609), successiva alla caduta del regno di Israele sotto la dominazione degli Assiri. Ciò sarebbe il motivo per il quale in Deuteronomio 19 è indicata l’esistenza di tre città-rifugio, di cui non è specificato il nome, mentre altre tre sono promesse a Israele qualora il popolo eletto avesse tenuto un certo tipo di condotta. Al tempo di Giosia le città a oriente del Giordano non erano più sotto il controllo degli Israeliti. La mancata identificazione delle città-rifugio è ritenuta essere come un tentativo di mantenere in vita il diritto di asilo, nonostante le riforme di Giosia ed Ezechia avessero soppresso i santuari locali, con l'eccezione del Tempio di Gerusalemme (2Re 18,4-22) e avessero fissato nella città Santa il calendario delle feste ebraiche (Pasqua, Settimane, Capanne: cf. 2Re 23; Dt 16,1-17).

## Diritto di asilo nella Giudea storica
Mosè Maimonide e altri autori della letteratura rabbinica classica affermarono che tutte le 48 città levitiche furono anche delle città-rifugio, specificando che soltanto nelle sei città-rifugio il diritto di asilo poteva essere fatto valere dagli interessati contro la volontà della popolazione residente. Oltre alle sei città-rifugio descritte dal Torat Kohanim, alcuni brani del Talmud ipotizzarono la possibilità che altre città si siano ufficialmente sostituite a queste sei nel corso dei secoli a seguito dei cambiamenti nel contesto storico e politico. 

Una città troppo piccola sarebbe stata carente di cibo, costringendo gli assassini a fuggire altrove per trovare mezzi di sostentamento, mentre una città troppo grande avrebbe eccessivamente facilitato la mimetizzazione dei fuggitivi all’interno della folla. Ciò avrebbe favorito la nascita di città-rifugio sostitutive, di dimensione intermedia a quella dei sei centri storici noti. Inoltre, un’area circostante poco popolata avrebbe permesso di respingere più facilmente un eventuale attacco da parte dei vendicatori di sangue.
L’altare del Tempio di Gerusalemme era un luogo sacro dell’ebraismo, cui aveva accesso soltanto il sacerdote nel corso della celebrazione religiosa. Lo stesso sacerdote risiedeva qui temporaneamente e dimorava in una delle città di rifugio. Il Libro di Giosuè riferisce che ai leviti furono assegnate sei città dalle altre tribù di Israele, a patto che fossero destinate a città-rifugio in conformità al volere divino. Quando Gerusalemme cadde sotto la dominazione Seleucide, Demetrio I Soter propose di trasformare il Tempio di Gerusalemme in un santuario, ma la proposta fu respinta.
Il Makkot (II, 8a) distingue cinque casistiche relativamente ad accuse di omicidio, fornendo alcuni esempi:
- innocenza piena
- negligenza: era previsto l’esilio in una città-rifugio, se il fatto, pur illecito, era commesso nel contesto di un’attività lecita
- grave inadempienza: per la quale la condanna all’esilio non era ritenuta sufficiente. Ciò accadeva quando qualcuno era ucciso per errore e nel contesto di un’attività illecita, quale il titolare di un’attività commerciale in un momento di difficoltà, che uccide in preda a un raptus emotivo.
- omicidio, soggetto alla pena di morte.

Secondo la letteratura rabbinica classica le città-rifugio non erano tanto luoghi di protezione, quanto di espiazione della pena. Filone Alessandrino argomentò questo assunto con l’opinione secondo la quale Dio non avrebbe mai scelto un uomo innocente come strumento della morte di un altro individuo, e pertanto questi richiedenti asilo dovevano avere degli altri peccati precedenti l’omicidio, dei quali l’esilio veniva a essere una forma di espiazione. Queste autorità rabbiniche, conclusero che qualora l’omicida fosse morto prima di giungere nella città-rifugio, la sua salma avrebbe dovuto comunque essere sepolta in questo luogo; e qualora fosse morto prima del sommo sacerdote, il corpo dell’assassino avrebbe dovuto restare sepolto nella città-rifugio fino al giorno del decesso del sommo sacerdote.